# Гоше VI де Шатильон
Гоше VI де Шатильон (фр. Gaucher VI de Châtillon; 1282 — 25 августа 1325) — граф Порсьена с 1324 года.
Сын Гоше V де Шатильона (ум. 1329) и его первой жены Изабеллы де Дрё (1264/65 — 29 апреля 1300).
В 1324 году отец ещё при жизни разделил свои владения между сыновьями. Гоше VI получил графство Порсьен, сеньории Шатильон, Труасси и Нель.
В следующем году он умер, похоронен в аббатстве Понт-о-Дам.

## Семья
Жена (свадьба 1305) — Маргарита де Дампьер (ум. 1316), дама де Дампьер, дочь Жана де Дампьера и Изабеллы де Бриенн. Дети:
- Гоше VII де Шатильон (ум. 1342), граф Порсьена;
- Жан де Шатильон, сеньор Дампьера, Сомпюи и Ролленкура;
- Гуго, ум. 14 января 1314;
- Маргарита, жена Пьера Флотта, сеньора д’Эсколь.